# Bob Joles
Robert "Bob" Joles, född 16 juli 1959 i Glendora i Kalifornien, är en amerikansk röstskådespelare.